# 高仁几
西河王高仁几（?—?），又作高仁机，渤海郡蓨縣（今河北景縣）人，北齊武成帝高湛第八子。
高仁几生而无骨，不自支持。天統三年六月二十日（567年7月11日），北齐后主高纬皇弟高仁机为西河王，高仁约为乐浪王，高仁俭为颍川王，高仁雅为安乐王，高仁直为丹杨王，高仁谦为东海王。北齐灭亡，高仁几与后主死于长安。。